# Jérémy Stravius
Jérémy Stravius, född 14 juli 1988 i Abbeville, Frankrike, är en fransk simmare.